# دیدگاه یهودیت نسبت به عیسی
دیدگاه یهودیت نسبت به عیسی (انگلیسی: Judaism's view of Jesus) یهودیت تعلیم می‌دهد که عیسی از ناصره نه مسیحا بود و نه «پسر خدا». در دیدگاه یهود، عیسی از دیدگاه مسیحیان مخالف یکتاپرستی است، اعتقاد به وحدت مطلق و یکتایی خدا، که در یهودیت مرکزی است. پرستش یک شخص توسط آنها شکلی از بت‌پرستی در نظر گرفته می‌شود. بنابراین، الوهیت دانستن عیسی از نظر یهودیت حرام است. طرد عیسی از طرف یهودیت به عنوان مسیحا مبتنی بر فرجام‌شناسی یهودی است، که معتقد است آمدن حقیقت مسیح در یهودیت با رویدادهایی همراه خواهد بود که هنوز رخ نداده‌اند. مانند بازسازی معبد سوم اورشلیم، عصر مسیحایی صلح، و گردآوری یهودیان به سرزمینشان.
از نظر تاریخی، برخی از نویسندگان و دانشمندان یهودی، عیسی را به عنوان مضرترین «پیامبر دروغین» دانسته‌اند. و دیدگاه‌های سنتی دربارهٔ عیسی عمدتاً منفی بوده‌است، اگرچه دانشمندان یهودی تأثیرگذار در قرون وسطی از جمله یهودا هلوی و ابن میمون عیسی را به‌عنوان یک چهره مقدماتی مهم برای جهانی آینده توحید اخلاقی می‌دانستند.
یهودیت هرگز هیچ‌یک از تحقق‌های ادعایی نبوت را که عیسی از دیدگاه مسیحیان نپذیرفته‌است.